# Théorie des vagues
Ne pas confondre avec la Théorie des vagues d'Elliott et la Théorie des vagues de développement.

Schéma basé sur le modèle de vagues présenté à l'origine par Johannes Schmidt.
Ce diagramme d'Euler doit se lire comme une carte géographique, ou plus précisément dialectologique. Chaque cercle représente une innovation linguistique, comme des isoglosses sur une carte dialectale. À mesure qu'une innovation se répand dans le continuum dialectal, les cercles augmentent de diamètre au fil du temps, comme des ondes ou vagues sur la surface de l'eau frappée par une pierre. Les langues modernes résultent de l'accumulation, au fil du temps, des innovations linguistiques représentées par ces cercles ; par ex. dans ce schéma, une petite zone reflétera les innovations B, C et D. Les zones non recouvertes par des cercles sont les aires conservatrices, caractérisées par moins d'innovations depuis la langue ancestrale.

En linguistique comparée et historique, la théorie des vagues ou théorie des ondes (en allemand Wellentheorie, en anglais Wave Model) est une théorie de l'évolution du langage selon laquelle chaque innovation linguistique apparaît historiquement à un point d'origine, puis se propage dans l'espace dialectal. Cette théorie nait à la fin du XIXe siècle des travaux de Johannes Schmidt (1872) et de Hugo Schuchardt (1868/70).

## Principes
Selon la théorie des vagues, chaque innovation linguistique apparaît historiquement à un point d'origine, puis se propage dans l'espace dialectal. Cette expansion peut être schématisée sous la forme de cercles qui s'élargiraient à partir de leur centre, puis s'affaibliraient au fil du temps comme le font les “vagues” dans l'eau lorsqu'on y jette une pierre. 
Cette théorie se présentait comme un substitut au modèle arborescent développé par August Schleicher. Selon Schuchardt et Schmidt, la métaphore des ondes est plus adéquate que celle des arbres, afin d'expliquer le changement historique des langues – notamment pour les langues germaniques.

## Histoire

### Origine
En 1872, le linguiste allemand Johannes Schmidt fit une critique de l'usage des arbres généalogiques en linguistique, et proposa d'y substituer une « théorie des ondes » ou « théorie des vagues » (en allemand Wellentheorie). Selon celle-ci, chaque innovation linguistique se propage, telle une vague, à partir d'un point géographique, sur un territoire plus large. Souvent, il peut s'agir d'un centre politique, commercial ou culturel important, dont les usages linguistiques se propagent selon les axes de communications principaux.
Schmidt écrit : « Si nous voulons seulement représenter les relations de parenté des langues indogermaniques dans un schéma, lequel rend visible leurs différences, alors nous devons entièrement renoncer à l'idée d'un arbre des langues (Stammbaum). Je veux mettre à la place un schéma de vagues. »
Il considère « la proto-langue ou langue originelle (Ursprache) […] comme une fiction scientifique,. »

### Diffusion et applications de la théorie
Johannes Schmidt]et Hugo Schuchardt ont beaucoup œuvré à la conception et la diffusion de cette théorie. Le linguiste américain Leonard Bloomfield la reprend à son compte en 1933.
À partir de 1988, Malcolm Ross a émis l'hypothèse que l'histoire des langues océaniennes pouvait être comprise à l'aide de la théorie des vagues,,.
La théorie des vagues a inspiré de récents développements en linguistique historique, à travers les recherches en Glottométrie historique,. Cette nouvelle approche propose une application quantitative de la théorie des vagues, appliquées aux continuums dialectaux et chaînages de langues (en anglais linkage (en)).
En 1981, Norbert Richard Wolf (de), ne fait pas explicitement référence à la théorie des vagues. Cependant, il en reprend l'idée, en évoquant par exemple[réf. incomplète] :
- une influence réciproque (échanges, emprunts, etc.) entre le vieux haut allemand et le vieux bas allemand (le vieux saxon) ;
- une forte influence franconienne politique, culturelle et linguistique.

De plus, il cite Nikolaï Sergueïevitch Troubetskoï pour expliquer que le germanique commun n'est pas une langue mais un ensemble de dialectes. Il s'oppose implicitement à l'idée d'une langue commune germanique qui se serait émiettée pour au contraire, mettre en avant un regroupement des dilalectes vers la langue allemande.
Au cours du XXe siècle, la théorie des vagues a été peu utilisée comme modèle de l'évolution des langues, sauf en dialectologie, dans l'étude des continuum linguistiques. Toutefois, elle a regagné en popularité au début du XXIe siècle, en raison des lacunes du modèle arborescent,.

### Traductions
1. ↑  (en) « In 1872 a German scholar, Johannes Schmidt, criticized the family-tree theory and proposed instead what is referred to as the wave theory, according to which different linguistic changes will spread, like waves, from a politically, commercially, or culturally important centre along the main lines of communication »
2. ↑  (de) « Die Ursprache bleibt […] eine wissenschafliche Fiction »